# Sangzor
Sangzor (Sanzar) – rzeka w Uzbekistanie, w wilajecie dżyzackim. Jej długość wynosi 198 km, a dorzecze zajmuje powierzchnię 2530 km².
Wypływa z północnych stoków Gór Turkiestańskich i uchodzi do jeziora Tuzkon w zachodniej części Stepu Głodowego. Reżim śnieżny. Poprzez kanał Tuyatortar zasilana jest wodą z Zarafszanu; w pobliżu Dżyzaku do rzeki uchodzi kanał Janubiy Mirzachoʻl. Wykorzystywana do nawadniania.